# Olympische Jugend-Sommerspiele 2014/Teilnehmer (Gemischte Mannschaft)
| Gelbes Symbol für Goldmedaillen mit stilisierten Olympischen Ringen | Graues Symbol für Silbermedaillen mit stilisierten Olympischen Ringen | Braundes Symbol für Bronzemedaillen mit stilisierten Olympischen Ringen |
| ------------------------------------------------------------------- | --------------------------------------------------------------------- | ----------------------------------------------------------------------- |
| 13                                                                  | 12                                                                    | 14                                                                      |

Bei den II. Olympischen Jugend-Sommerspielen vom 16. bis 28. August in Nanjing (Volksrepublik China) wurden in vierzehn Sportarten Wettbewerbe mit gemischten Mannschaften ausgetragen, bei denen Athleten unterschiedlichen Geschlechts und/oder Nationalität gemeinsam antraten. Dies wurde schon vier Jahre zuvor bei der ersten Ausgabe der Olympischen Jugend-Sommerspiele praktiziert, diesmal gab es jedoch einige neue Turnierformen.
Die in gemischten Mannschaften gewonnenen Medaillen wurden im Medaillenspiegel eigens aufgeführt und nicht den Nationen der Athleten zugerechnet.

## Teilnehmer nach Sportarten

### Badminton
Im Badminton wurde ein Mixed-Turnier ausgerichtet. Je ein Mädchen und ein Junge bildeten hierbei ein Paar.
| Platz | Athleten                                              |
| ----- | ----------------------------------------------------- |
| 1     | Cheam June Wei Malaysia Ng Tsz Yau Hongkong           |
| 2     | Lee Chia-hsin Chinesisch Taipeh Kanta Tsuneyama Japan |
| 3     | Sachin Dias Sri Lanka He Bingjiao Volksrepublik China |

Der Deutsche Max Weißkirchen trat zusammen mit Rugshaar Ishaak aus dem Surinam an, Luise Heim zusammen mit Vladimir Shishkov aus Bulgarien. Der Österreicher Wolfgang Gnedt hatte die Mexikanerin Sabrina Solis als Partnerin, Janine Lais trat mit den Niederländer Alex Vlaar an. Alle Teams schieden in der Gruppenphase aus.

### Bogenschießen
Wie bereits 2010 gab es einen Mixed-Wettbewerb, in dem jeweils ein Mädchen und ein Junge ein Zweierteam bildeten. Die Zusammenstellung richtete sich hierbei nach den Vorrunden-Ergebnissen der Einzelwettbewerbe.
| Platz | Athleten                                                      |
| ----- | ------------------------------------------------------------- |
| 1     | Li Jiaman Volksrepublik China Luis Gabriel Moreno Philippinen |
| 2     | Cynthia Freywald Deutschland Muhamad Zarif Syahiir Malaysia   |
| 3     | Mirjam Tuokkola Finnland Eric Peters Kanada                   |

Mit Andreas Mayr trat ein weiterer Deutscher an, zusammen mit Lusi Tatafu aus Tonga erreichte er das Achtelfinale. Der Schweizer Florian Faber und seine Partnerin Raliza Gentschewa aus Bulgarien schieden in der ersten Runde aus.

### Fechten
Das Fechtturnier entsprach weitgehend dem von Singapur 2010: Jedem der neun Sechserteams gehörten drei Mädchen und drei Jungen an, auch die Fechtwaffen (Degen, Florett, Säbel) waren gleichermaßen vertreten.
| Platz | Land             | Athleten |
| ----- | ---------------- | --- |
| 1     | Asien-Ozeanien 1 | Lee Sin-hee Südkorea Chien Kei Hsu Albert Hongkong Karin Miyawaki Japan Ryan Choi Hongkong Misaki Emura Japan Kim Dong-ju Südkorea                    |
| 2     | Europa 1         | Eleonora de Marchi Italien Patrik Esztergályos Ungarn Marta Martjanowa Russland Andrzej Rządkowski Polen Alina Mosseiko Russland Ivan Ilin Russland   |
| 3     | Europa 2         | Asa Linde Schweden Linus Islas Flygare Schweden Anna Szymczak Polen Enguerand Roger Frankreich Chiara Crovari Italien Marios Giakoumatos Griechenland |

Der Deutsche Samuel Unterhauser wurde im Team Europa 4 Sechster.

### Golf
Im Golf gab es einen Mixed-Wettbewerb, jeweils ein Mädchen und ein Junge bildeten ein Team. In der Regel kamen beide aus demselben Land, lediglich vier Athleten, die keinen Partner aus ihrem Land dabeihatten, wurden zu zwei gemischt-nationalen Teams zusammengestellt:
- Azelia Meichtry aus der Schweiz und Dou Zecheng aus China wurden zusammen Siebzehnte.
- Sofía Goicoechea aus Argentinien und Marcos Cabarcos aus Panama belegten den 28. Platz.[4]

### Judo
Für das Mixed-Turnier im Juso wurden 13 Teams aus jeweils sieben oder acht Athleten zusammengestellt. Die Teams trugen die Namen bekannter Judokas.
| Platz | Mannschaft | Athleten |
| ----- | ---------- | --- |
| 1     | Rouge      | Ayelen Elizeche Argentinien Maria Siderot Portugal Ivana Sunjevic Montenegro Wan Yu-jyun Taiwan Adrian Gandia Puerto Rico Sukhrob Tursunov Usbekistan Michail Igolnikow Russland              |
| 2     | Geesink    | Anastassija Turtschewa Russland Layana Colman Brasilien Lisa Mullenberg Niederlande Morgane Duchene Frankreich Dsmitryj Minkou Belarus Ryu Seunghwan Südkorea Nemanja Majdov Serbien          |
| 3     | Xian       | Brillith Gamarra Carbajal Peru Maruša Štangar Slowenien Chiara Carminucci Italien Naomi de Bruine Australien Hifumi Abe Japan Jolan Florimont Frankreich Felix Penning Luxemburg              |
| 3     | Douillet   | Lee Hyekyeong Südkorea Liudmyla Drozdova Ukraine Brigita Matic Kroatien Adonis Diaz Vereinigte Staaten Peter Miles Vereinigtes Königreich Marko Bubanja Österreich Gustavo Basile Argentinien |

Michaela Polleres aus Österreich und Doménik Schönefeldt aus Deutschland wurden im Team Berghmans Fünfte. Jennifer Schwille aus Deutschland wurde im Team Kerr Neunte.

### Leichtathletik
Diesmal wurde ein 8-×-100 m-Staffellauf ausgetragen. Jeweils vier weibliche und vier männliche Athleten bildeten ein Team.
| Platz | Team-Nr. | Athlet |
| ----- | -------- | --- |
| 1     | Team 034 | Merten Howe Deutschland Daou Bacar Aboubacar Komoren Trae Williams Australien Witthawat Thumcha Thailand Maria Simancas Venezuela Tatjana Blagoweschtschenskaja Russland Lakeisha Ashley Warner Britische Jungferninseln Ioana Teodora Gheorghe Rumänien                                                  |
| 2     | Team 038 | Jekaterina Alexejewa Russland Oleksandr Malossilow Ukraine Rachel Pace Australien Mohamed Saad Bahrain Chinne Okoronkwo Vereinigte Staaten Amédée Manirakiza Burundi Coralie Gassama Frankreich Sydney Siame Sambia Ned Weatherly Australien Beza Birhanu Zegeye Äthiopien                                |
| 3     | Team 017 | Sam Geddes Australien Michaela Hrubá Tschechien Noel-Aman del Cerro Vilalta Spanien Martin Nicolas Castanares Mariano Uruguay Wogene Sebisibe Sidamo Äthiopien Hussain Shahudhaan Fahumee Malediven Dhakirina Fatima Komoren Salwa Eid Naser Bahrain Nagisa Mori Japan Domingos Sávio dos Santos Osttimor |

Weitere Athleten aus dem deutschsprachigen Raum:
- Fabienne Schönig (Deutschland) belegte Platz 4 im Team 007.
- Mareen Kalis (Deutschland) belegte Platz 7 im Team 050.
- Salome Lang (Schweiz) belegte Platz 8 im Team 044.
- Anika Nehls (Deutschland) belegte Platz 10 im Team 043.
- Angelica Moser (Schweiz) belegte Platz 12 im Team 037.
- Ina Huemer (Österreich) belegte Platz 16 im Team 049.
- Michelle Müller (Schweiz) belegte Platz 20 im Team 062.
- Clemens Prüfer (Deutschland) belegte Platz 22 im Team 047.
- Dominik Hufnagl (Österreich) belegte Platz 24 im Team 045.
- Elodie Tshilumba (Luxemburg) belegte Platz 26 im Team 060.
- Eileen Demes (Deutschland) belegte Platz 33 im Team 021.
- Philipp Kronsteiner (Österreich) belegte Platz 39 im Team 059.
- Henrik Hannemann (Deutschland) belegte Platz 40 im Team 056.
- Tom Elmer (Schweiz) belegte Platz 41 im Team 033.
- Selina Schulenburg (Deutschland) belegte Platz 42 im Team 030.
- Lara Kempka (Deutschland) belegte Platz 43 im Team 026.
- Sharin Oziegbe (Deutschland) belegte Platz 50 im Team 041.
- Konstanze Klosterhalfen (Deutschland) belegte Platz 57 im Team 029.
- Alina Reh (Deutschland) belegte Platz 58 im Team 022.[6]

### Moderner Fünfkampf
Wie bereits vier Jahre zuvor wurde auch diesmal ein Mixed-Turnier im Modernen Fünfkampf ausgetragen, bei dem jeweils ein Mädchen und ein Junge ein Team bildeten.
| Platz | Athleten                                               |
| ----- | ------------------------------------------------------ |
| 1     | Maria Migueis Teixeira Portugal Anton Kusnezow Ukraine |
| 2     | Anna Zs. Tóth Ungarn Ricardo Yamil Vera Reyes Mexiko   |
| 3     | Aurora Tognetti Italien Park Gilung Südkorea           |

Die Deutsche Anna Matthes trat zusammen mit Daniel Lopes aus Portugal an und belegte Platz 20. Direkt dahinter, auf Platz 21, konnten sich der Österreicher Gustav Gustenau und die Kirgisin Valeriia Uvarova platzieren.

### Radsport
Im Radsport wurde ein Staffelwettbewerb ausgerichtet. Die meisten Viererteams kamen dabei aus demselben Land, lediglich bei Ländern, die nur zwei Athleten stellten, wurden je zwei dieser Nationen zu einem Team zusammengestellt. Insgesamt gab es sieben dieser Teams, sie konnten jedoch keine Medaille gewinnen.

### Reiten
Wie bereits vier Jahre zuvor fand auch diesmal ein Mannschaftswettbewerb im Springreiten statt, wobei sechs kontinentale Teams antraten, die sich aber nicht zwangsläufig an den Zugehörigkeiten zu den jeweiligen Kontinenten orientierten.
| Platz | Team        | Athleten |
| ----- | ----------- | --- |
| 1     | Europa      | Matias Alvaro Italien auf „Montelini“ Michael G. Duffy Irland auf „Commander“ Jake Saywell Vereinigtes Königreich auf „Galaxy“ Filip Agren Schweden auf „Abel“ Lisa Nooren Niederlande auf „For The Sun“                                      |
| 2     | Südamerika  | Francisco S. Calvelo Martinez Uruguay auf „Lord Power“ Antoine Porte Chile auf „Zyralynn“ Valeria Maria Jimenez Caballero Paraguay auf „Cenai“ Martina Campi Argentinien auf „Darina“ Bianca de Souza Rodrigues Brasilien auf „La Gomera“     |
| 3     | Nordamerika | Polly Serpell Cayman Islands auf „Giorgio Zan“ Macarena Chiriboga Granja Ecuador auf „Brigand“ Sabrina Rivera Meza El Salvador auf „Con-Zero“ Stefanie Brand Guatemala auf „Chica“ Maria Gabriela Brugal Dominikanische Republik auf „Famoso“ |

### Schießen
Erstmals fanden auch im Sportschießen Mixed-Wettbewerbe statt, sowohl am Luftgewehr als auch an der Luftpistole. Dafür bildeten jeweils ein Mädchen und ein Junge ein gemeinsames Team.

#### Luftgewehr
| Platz | Athleten                                                      |
| ----- | ------------------------------------------------------------- |
| 1     | Hadir Mekhimar Ägypten István Péni Ungarn                     |
| 2     | Fernanda Russo Argentinien Jose S. Valdes Martinez Mexiko     |
| 3     | Wiktorija Suchorukowa Ukraine Shao-Chuan Lu Chinesisch Taipeh |

Die Deutsche Julia Budde trat zusammen mit dem Argentinier Lucas Decicilia an, zusammen wurden sie Fünfte. Die Österreicherin Rebecca Köck und ihr Partner Abdullah Zain Al-Sunaidi aus Katar belegten den 17. Platz. Die Schweizerin Sarah Hornung und ihr Partner, Chimi Rinzin aus Bhutan, endeten auf dem 20. und letzten Platz.

#### Luftpistole
| Platz | Athleten                                                   |
| ----- | ---------------------------------------------------------- |
| 1     | Lidija Nentschewa Bulgarien Vladimir Svechnikov Usbekistan |
| 2     | Kim Minjung Singapur Ahmed Mohamed Ägypten                 |
| 3     | Agate Rašmane Lettland Wilmar Madrid Guatemala             |

### Tennis
Im Tennis fand, neben dem Mädchen- und dem Jungen-Doppel, erstmals auch ein Mixed-Turnier statt. In allen drei Turnieren konnten die jeweiligen Partner sowohl aus demselben Land als auch aus unterschiedlichen Nationen kommen.

#### Mädchen-Doppel
| Platz | Spieler                                                  |
| ----- | -------------------------------------------------------- |
| 1     | Anhelina Kalinina Ukraine Iryna Schymanowitsch Belarus   |
| 2     | Darja Kassatkina Russland Anastassija Komardina Russland |
| 3     | Jeļena Ostapenko Lettland Akvilė Paražinskaitė Litauen   |

Die Silbermedaille wurde Russland zugerechnet, da beide Spielerinnen aus demselben Land kamen. Die Schweizerin Jil Teichmann und ihre Partnerin Ivana Jorović (Serbien) schieden in der 1. Runde aus.

#### Jungen-Doppel
Im Jungen-Doppel gingen die Medaillen an drei Paare, deren Partner aus demselben Land kommen. Nur ein gemischt-nationales Team erreichte das Viertelfinale.

#### Mixed-Doppel
| Platz | Spieler                                            |
| ----- | -------------------------------------------------- |
| 1     | Jil Teichmann Schweiz Jan Zieliński Polen          |
| 2     | Ye Qiuyu Volksrepublik China Jumpei Yamasaki Japan |
| 3     | Fanny Stollár Ungarn Kamil Majchrzak Polen         |

### Tischtennis
Auch im Mixed-Turnier im Tischtennis waren sowohl Duos aus demselben Land als auch Teams unterschiedlicher Nationalität möglich. Insgesamt gab es zwölf gemischt-nationale Teams, sie gewannen jedoch keine Medaille. Eines davon bildeten der Schweizer Elia Schmid und die Italienerin Giorgia Piccolin, sie schieden in der Gruppenphase aus. Die Deutschen Yuan Wan und Kilian Ort sowie die Österreicher Andreas Levenko und Karoline Mischek traten jeweils gemeinsam an.

### Triathlon
Das Mixed-Turnier im Triathlon lief weitgehend so ab wie bereits vier Jahre zuvor: Sechzehn Teams aus jeweils zwei Mädchen und zwei Jungen traten einzeln an, ihre Zeiten wurden aufaddiert. Die meisten Teams kamen jeweils von einem Kontinent, es gab aber auch zwei Welt-Teams.
| Platz | Team       | Athleten |
| ----- | ---------- | --- |
| 1     | Europa 1   | Kirstin Ranwig Deutschland Emil Deleuran Hansen Dänemark Emilie Morier Frankreich Ben Dijkstra Vereinigtes Königreich |
| 2     | Europa 3   | Sian Rainsley Vereinigtes Königreich Giulio Soldati Italien Carmen Gomez Cortes Spanien Bence Lehmann Ungarn          |
| 3     | Ozeanien 1 | Brittany Dutton Australien Jack Van Stekelenburg Australien Elizabeth Stannard Neuseeland Daniel Hoy Neuseeland       |

Der Deutsche Peer Sönsken wurde im Team Europa 2 Fünfter. Sara Skardelly aus Österreich wurde im Team Europa 5 Neunte, ihr Landsmann Philip Horwarth im Team Welt 1 Zehnter.

### Wasserspringen
Im Turmspringen fand ein Kombinationswettbewerb statt, je ein Mädchen und ein Junge bildeten ein Team.
| Platz | Athlet                                                           |
| ----- | ---------------------------------------------------------------- |
| 1     | Alejandra Orozco Mexiko Daniel Jensen Norwegen                   |
| 2     | Wu Shengping Volksrepublik China Mohab Elkordy Ägypten           |
| 3     | Gracia Leydon Mahoney Vereinigte Staaten Pylyp Tkachenko Ukraine |

Die Deutsche Josefin Schneider wurde im Team mit Philippe Gagné aus Kanada Fünfte. Der Deutsche Timo Barthel belegte, gemeinsam mit Ingrid de Oliveira aus Brasilien, den zehnten Platz. Vivian Barth aus der Schweiz und ihr Partner aus Mexiko, Rodrigo Diego, beendeten den Wettkampf auf dem elften und letzten Platz.